# 새뮤얼 미쿨라크
새뮤얼 미쿨라크(Samuel Mikulak, 1992년 10월 13일 ~ )은 미국의 체조 선수이다.